# سانت أنستاسيا
سانت أنستاسيا، (بالإنجليزية: Sant'Anastasia)‏، (اللغة النابولية: Santa Nastàsë)، هي بلدية في مدينة نابولي متروبوليتان في إقليم كامبانيا الإيطالي، وتقع على بعد حوالي 13 كيلومتر (8.1 ميل) شمال شرق نابولي.

## السكان
في سنة 1861 بلغ عدد السكان 6٬402 نسمة، وتطور العدد ليصل في سنة 2011 لـ 27٬296 نسمة.
يظهر هذا المخطط البياني تطور النمو السكاني لـ سانت أنستاسيا

## توأمة
لسانت أنستاسيا اتفاقيات توأمة مع:
- بيت لحم